# Rostówka
Rostówka – potok, prawy dopływ Białej o długości 8,63 km i powierzchni zlewni 16,8 km². 
Źródła potoku znajdują się w Jodłówce Tuchowskiej, w tym najwyżej położone znajdują się na wysokości około 370 m n.p.m. Spływa w północno-zachodnim kierunku przez Jodłówkę Tuchowską i Lubaszową, w której zmienia kierunek na północny i uchodzi do Białej na wysokości około 220 m.
Zlewnia Rostówki znajduje się na Pogórzu Ciężkowickim. W górnym biegu Rostówka spływa doliną między Pasmem Brzanki a pasmem wzgórz Rzepiennika Strzyżewskiego i Rzepiennika Marciszewskiego. W Lubaszowej dokonuje przełomu Pasma Brzanki pomiędzy wzniesieniami Nosalowa (365 m) i Morgi (453 m), zmieniając w tym miejscu kierunek spływu na północny. Po dokonaniu przełomu wypływa na płaską i dość w tym miejscu rozległą dolinę Białej.